# روبرت کوراش
روبرت کوراش (لهستانی: Robert Kuraś؛ ‏ زادهٔ ۱۹ نوامبر ۱۹۸۳) بازیگر اهل لهستان است. وی دانش‌آموختهٔ مدرسه ملی فیلم ووچ است.
از فیلم‌ها یا مجموعه‌های تلویزیونی که وی در آن‌ها نقش داشته‌است، می‌توان به پدر متیو، در خیابان سپولنی و هتل ۵۲ اشاره نمود.